# Nāḩiyat Hinādī
Nāḩiyat Hinādī (arabiska: ناحية هنادي) är ett subdistrikt i Syrien.   Det ligger i provinsen Latakia, i den västra delen av landet, 220 km norr om huvudstaden Damaskus.
Trakten runt Nāḩiyat Hinādī består till största delen av jordbruksmark. Runt Nāḩiyat Hinādī är det tätbefolkat, med 493 invånare per kvadratkilometer.